# Valeria Răcilă
Valeria Răcilă, nata Roşca (Stulpicani, 2 giugno 1957), è un'ex canottiera romena.

## Palmarès

### Olimpiadi
- 2 medaglie:
  - 1 oro (Los Angeles 1984 nel singolo)
  - 1 bronzo (Mosca 1980 nel due di coppia)

### Mondiali
- 4 medaglie:
  - 2 argenti (Bled 1979 nel due di coppia; Monaco di Baviera 1981 nel quattro di coppia)
  - 2 bronzi (Lucerna 1982 nel singolo; Hazewinkel 1985 nel singolo)